# Editora Progresso

Logotipo da Editora Progresso (em inglês); a editora publicava livros em cerca de 50 idiomas

Editora Progresso (em russo: Издательство Прогресс) é uma editora russa fundada em 1931, com o nome de Editora dos Trabalhadores Estrangeiros na URSS, em 1939 mudou seu nome para Editora de Literatura Estrangeira e depois de uma reordenação que teve lugar em 1963; finalmente mudou seu nome para Editora Progresso.
Antes do desmantelamento da União Soviética; publicou livros soviéticos traduzidos ao português, espanhol, inglês, francês, árabe e outros idiomas estrangeiros. Entre eles figuram obras da doutrina marxista-leninista, livros sobre o trabalho, economia, agricultura e ciências sociais. Editavam O Manifesto Comunista e O Capital, entre muitos outros. Em seu auge, chegou a publicar mais de 750 títulos por ano em 50 idiomas.
Em 1991 o governo cortou o financiamento da editora, a direção viu-se obrigada a descontinuar e fechar sua divisão de edições políticas distribuídas internacionalmente em 51 idiomas; as futuras edições seriam best-sellers soviéticos e ocidentais de grande demanda, com a distribuição restringindo-se unicamente ao território russo. Como consequência disto aproximadamente a metade dos empregados da editora foram despedidos. No entanto apesar de sua reforma a editora por pouco conseguiu sobreviver a suas grandes dificuldades financeiras.

## Algumas obras traduzidas
- A integração económica: dois modos de abordar o problema. Kuznetsov, V.
- A origem da família a propriedade privada e o Estado. F. Engels
- Obras escolhidas. Karl Marx e Friedrich Engels.
- Obras escolhidas. V. I. Lenin.
- A emancipação da mulher. V. I. Lenin.
- Carta aos operários norte-americanos. V. I. Lenin.
- O imperialismo, fase superior do capitalismo. V. I. Lenin.
- A respeito do infantilismo "esquerdista" e do espírito pequeno-burguês. V. I. Lenin.
- O direito de propriedade pessoal na URSS. Jálfina, R.
- Norteamérica de costa a costa. Strélnikov, B. Shatunovski, I.
- Trabalho assalariado e capital. Karl Marx
- A comuna de Paris. V. I. Lenin.
- Os direitos dos meninos e a legislação soviética. Tolkunova N. Lado, E. G. Azárova
- Direito Monetário Internacional. Altshuler, Arkadi.
- Terrorismo à norte-americana. Bolshakov, Vladímir.
- Teorias modernas a respeito da elite. Ashin, G.
- A CIA sem máscara. Serguéev, Fiódor.
- A CIA contra a América Latina. Zubenko, Viacheslav.
- Violência social: ideologia e política. Denísov, Vladímir.
- Centros e periferia do mundo capitalista. Avsénev, M.
- Geografia da população com fundamentos de demografía. Alexéev, Alexander.
- Genocídio!, problemas raciais e delitos internacionais.  Galkin, Alexander
- Aumento da população e problema da alimentação nos países em desenvolvimento. Kniazhínskaya, L. Grékova, Ou. Trad.
- América Latina: expansão do imperialismo e crise da via capitalista de desenvolvimento. Boyko, P.
- Educação e o ensino: uma mirada ao futuro. A.V, Múdrik.
- Passeando pelo cosmos. Pável Klushántsev.
- Contos escolhidos. Máximo Gorki
- A Mãe. Máximo Gorki
- Os Artamonov. Máximo Gorki
- Minha infância. Máximo Gorki
- Pelo Mundo. Minhas Universidades. Máximo Gorki
- Três Relatos. Iván Turguénev
- Infância. Adolescência. Juventude. León Tolstói
- Três Relatos. Chingiz Aitmátov
- Cuba: o caminho da Revolução. Oleg Darushénkov
- Um homem para valer Polevoi, B.
- Dois Capitães Veniamín Kaverin.Referências

1. ↑  Guinness Book 96-O Livro dos Recordes. [S.l.]: Editora Três. 1996. p. 146
2. ↑  Editorial PROGRESSO despede ao menos a metade de seus empregados